# An–70
Az An–70 négyhajtóműves, rövid felszállásiúthossz-igényű, közepes hatótávolságú teherszállító repülőgép melyet az ukrán Antonov repülőgépgyár fejlesztett ki és gyárt, elsősorban katonai célokra. Ez az első nagyméretű repülőgép, amelyet légcsavar-ventilátoros gázturbinák hajtanak meg. 2015-ben rendszeresítette az Ukrán Légierő. Gázturbinás sugárhajtóművel felszerelt, fejlesztés alatt álló változata az An–188.

## Története
Fejlesztése az 1980-as évek végén kezdődött az Antonov tervezőirodánál, hogy leváltsák vele a koros An–12 típust, azonban a Szovjetunió szétbomlása megfosztotta az elsődleges vásárlótól, a szovjet légierőtől. A prototípus első felszállását 1994. december 16-án hajtotta végre Kijevben, akkor már a Progressz D–27 típusú légcsavar-ventilátoros hajtóművekkel. A prototípus repülőképessé tételét a gyártó saját költségvetéséből fedezte, melyet szállító vállalata, az Antonov légitársaság teremtett meg. Számos próbálkozás történt a nemzetközi figyelem felkeltésére, azonban a sorozatgyártás és rendszeresítés napjainkban is kétséges. Az ukrajnai krízis következtében Oroszország kijelentette, hogy a típust nem kívánja a jövőben rendszeresíteni és az addig a fejlesztésébe fektetett tőkéjét visszaköveteli (a 2013-as párizsi repülőszalonon még a két ország zászlaja szerepelt a repülőgépen). Az első prototípus, lajstromjele UR-NTK, a tesztek és bemutatók során kétszer is jelentős károkat szenvedett el. Az elsőt 1995-ben, a másodikat 2001-ben. A 2010-es évek első felében több nemzetközi tesztsorozat része volt a második prototípus, lajstromjele UR-EXA, mely 2015 januárjától az Ukrán Légierő felségjelzéseit viseli, többek között 2015. szeptember végén francia katonai felszereléseket szállított vissza Közép-afrikai Köztársaságból és Csádból Franciaországba. Az összetett navigációjú és változó időjárási körülményekkel tarkított repülés hossza 13 600 km volt.
Valós, 47 tonnás hasznos teheremelő képessége miatt kategóriatársai csak az európai fejlesztésű Airbus A400M és az orosz Il–76. Kisebb kategóriában a gyártó másik fejlesztése, az An–178, jobb nemzetközi eredményeket ér el.

## Lásd még
- An–188

## Fordítás
- Ez a szócikk részben vagy egészben  az   An-70 című angol Wikipédia-szócikk ezen változatának fordításán alapul.  Az eredeti cikk szerkesztőit annak laptörténete sorolja fel. Ez a jelzés csupán a megfogalmazás eredetét és a szerzői jogokat jelzi, nem szolgál a cikkben szereplő információk forrásmegjelöléseként.